# Euochin atrata
Espèce
Synonymes
- Euophrys atrata Song & Chai, 1992

Euochin atrata est une espèce d'araignées aranéomorphes de la famille des Salticidae.

## Distribution
Cette espèce est endémique du Hubei en Chine,. Elle se rencontre dans le xian de Badong.

## Description
La femelle holotype mesure 3,71 mm.

## Systématique et taxinomie
Cette espèce a été décrite sous le protonyme Euophrys atrata par Song et Chai en 1992. Elle est placée dans le genre Euochin par Prószyński, Lissner et Schäfer en 2018.

## Publication originale
- Song & Chai, 1992 : « On new species of jumping spiders (Araneae: Salticidae) from Wuling Mountains area, southwestern China. » Journal of Xinjiang University, vol. 9, no 3, p. 76-86.